# Alexandru Leopold de Austria
Arhiducele Alexandru Leopold de Austria (Alexander Leopold Johann Joseph; 14 august 1772 - 12 iulie 1795) a fost al patrulea fiu al împăratului Leopold al II-lea și a soției lui, Maria Louisa a Spaniei.
S-a născut la Villa di Poggio Imperiale la Florența, Italia. După ascensiunea la tron a tatălui său în 1790, Alexandru Leopold a fost numit Palatin (regent) al Ungariei. La vârsta de aproape 23 de ani a suferit un accident mortal în 1795 și a ars în timp ce pregătea un foc de artificii la Palatul Laxenburg în onoarea cumnatei sale, împărăteasa Maria Teresa a celor Două Sicilii, fratele său mai mic Joseph a devenit Palatin al Ungariei.

## Arbore genealogic
1. ↑  Habsburg, Alexander Leopold (BLKÖ)[*] Verificați valoarea |titlelink= (ajutor)
2. ↑  „Alexandru Leopold de Austria”, Gemeinsame Normdatei, accesat în 17 octombrie 2015
3. 1 2  Alexander Leopold Johann Joseph Erzherzog von Österreich, The Peerage, accesat în 9 octombrie 2017